# 高崎藩

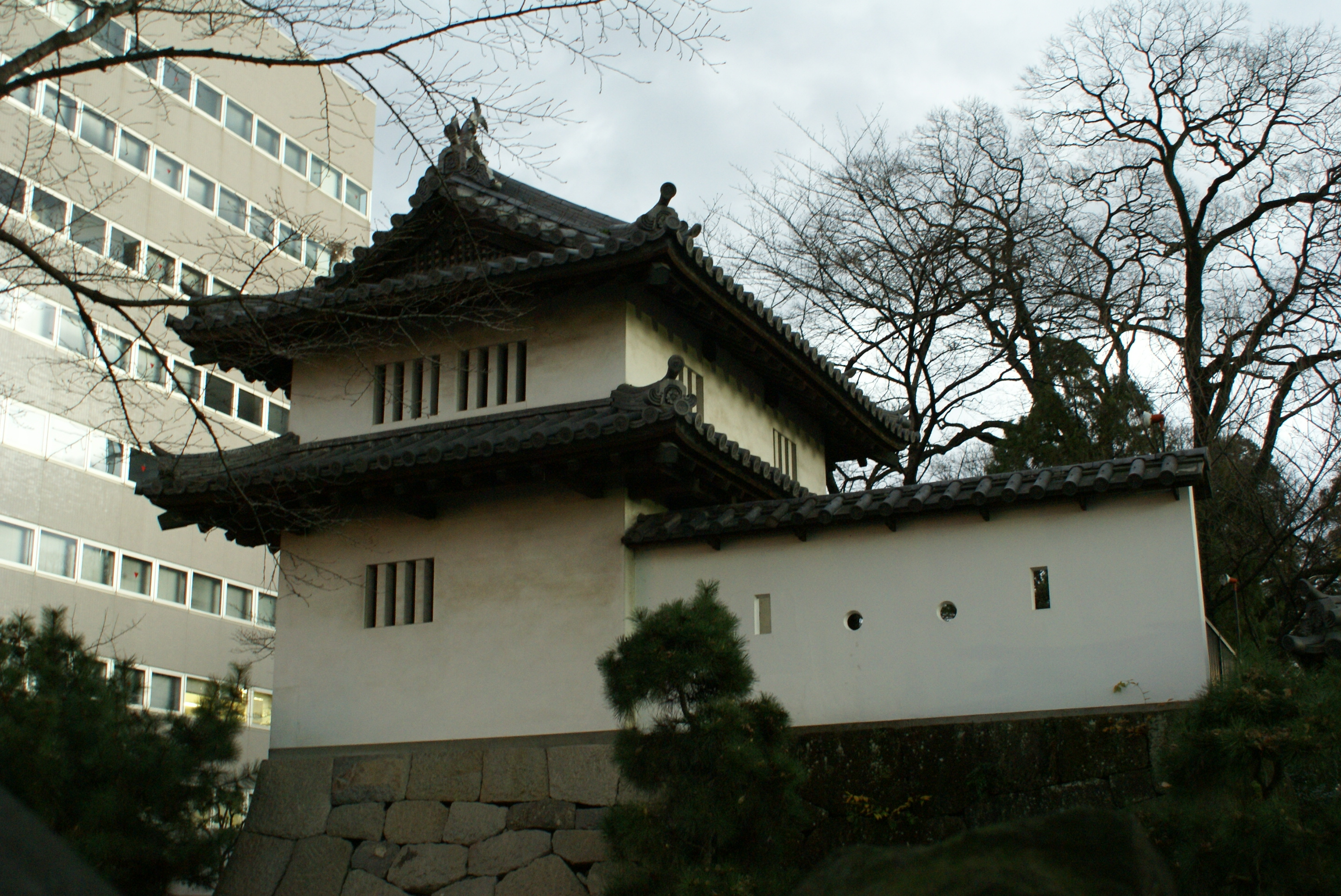
高崎城

高崎藩（たかさきはん）は、上野国群馬郡（群馬県高崎市）周辺を領した藩。藩庁は高崎城に置かれた。

## 概要

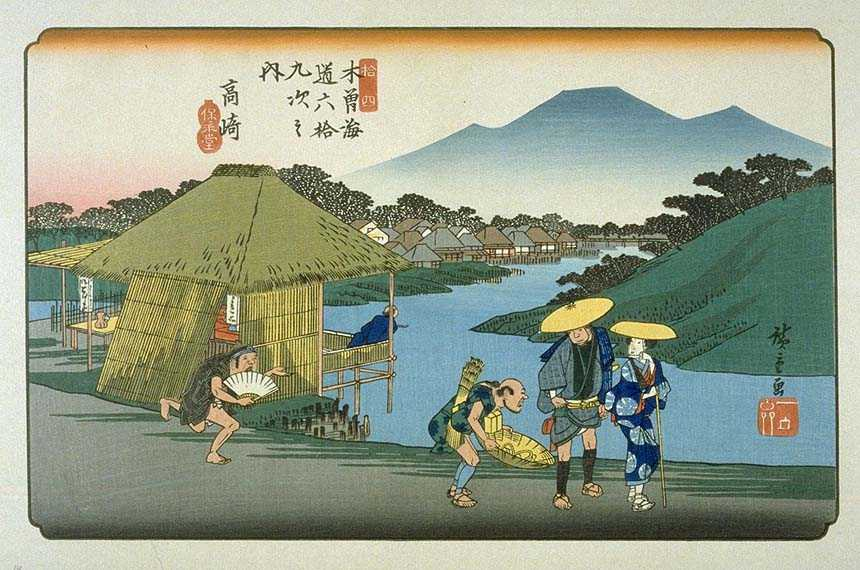
木曾街道六拾九次 高崎（歌川広重画）

交通の要所でもあり、有力な譜代大名が封じられた。井伊家、酒井家、戸田松平家、藤井松平家、安藤家、間部家、大河内松平家が藩主となった。また、飛び地領として銚子に5000石ほどあり、飯沼陣屋を設置して知行した。

## 歴代藩主

### 井伊家
譜代 12万石
1. 直政

### 酒井家
譜代 5万石
1. 家次

### 戸田松平家
譜代 5万石
1. 康長

### 藤井松平家
譜代 5万石
1. 信吉

### 安藤家
譜代 5万6千石
1. 重信
2. 重長
3. 重博

### 大河内松平家
譜代 5万2千石→6万2千石→7万2千石
1. 輝貞

### 間部家
譜代 5万石
1. 詮房

### 大河内松平家
譜代 7万2千石→8万2千石
1. 輝貞
2. 輝規
3. 輝高　7万2千石→8万2千石
4. 輝和
5. 輝延
6. 輝承
7. 輝徳
8. 輝充
9. 輝聴
10. 輝聲

## 幕末の領地
- 上野
  - 群馬郡のうち - 74村（うち18村が前橋藩に編入）
  - 碓氷郡のうち - 9村
  - 緑野郡のうち - 2村
  - 片岡郡のうち - 3村
  - 那波郡のうち - 1村
- 越後
  - 蒲原郡のうち - 45村（うち2村が第1次新潟県に編入）
- 武蔵
  - 新座郡のうち - 5村（うち1村が品川県に編入）
- 下総
  - 海上郡のうち - 18村

## 高崎五万石騒動

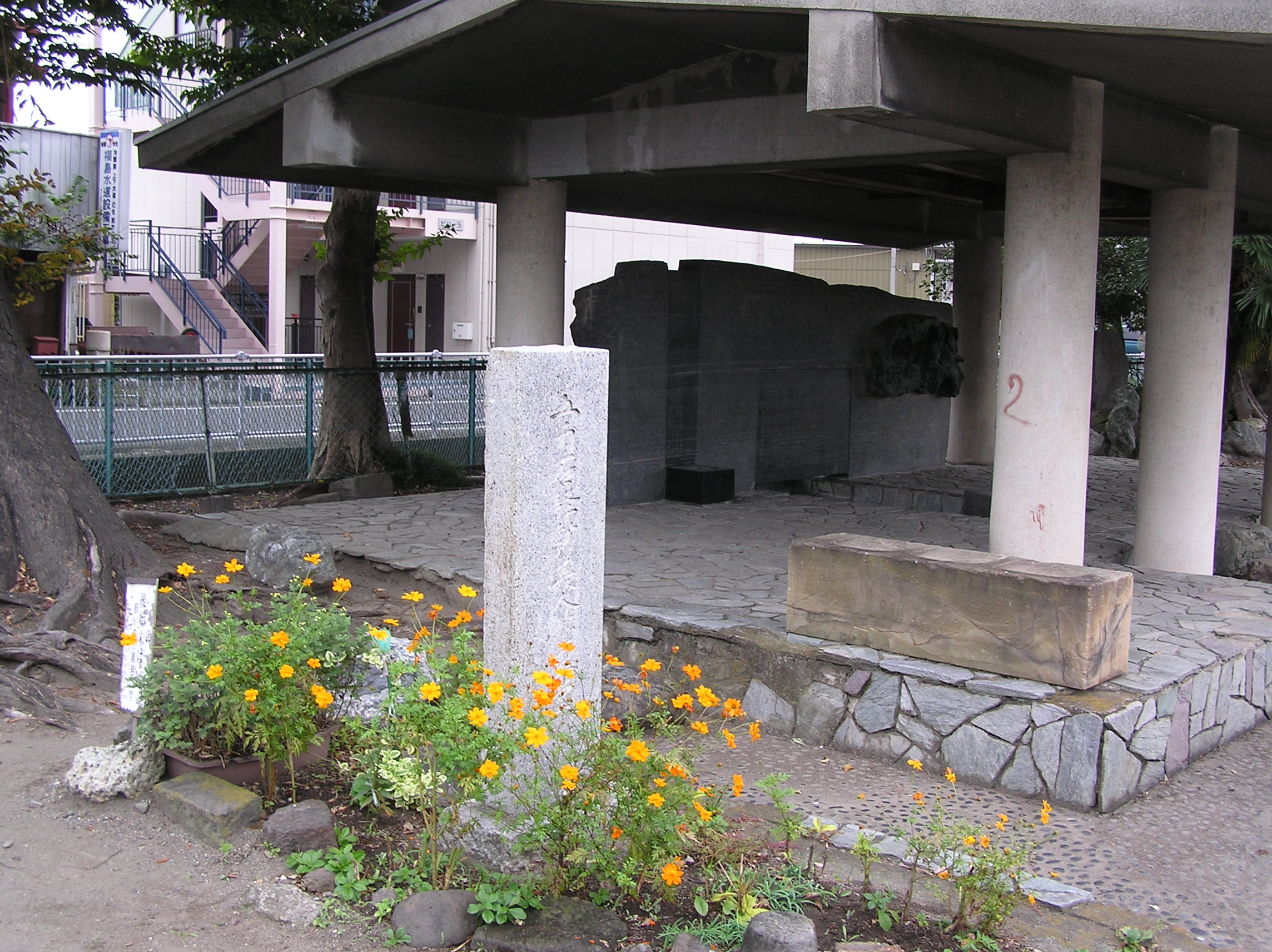
五万石騒動の碑

明治2年（1869年）10月に発生した一揆。古領の農民は「八公二民」という重い年貢が課せられており、明治2年の凶作を契機に騒動へと発展。佐藤三喜蔵・高井喜三郎・小島文次郎の3人が主導者となった。このとき用いられた傘連判状や旗は、高崎市の文化財に指定されている。